# Lente intraoculare
Una lente intraoculare (IOL) è un dispositivo medico chirurgico impiantabile, di classe 2A costituito da una lente artificiale che sostituisce il cristallino usata per il trattamento della cataratta o della miopia.
Le lenti più comuni per la cataratta sono le lenti intraoculari pseudofachiche, ossia che vengono impiantate dopo la rimozione chirurgica del cristallino naturale opacizzato, solitamente a causa del sopraggiungere della cataratta.
La seconda tipologia è la lente intraoculare fachica, che viene posta sulla lente naturale esistente ed è usata in chirurgia refrattiva per potenziare potere ottico dell'occhio come trattamento per la miopia.
Il materiale con cui sono fatte queste lenti è a base di metacrilati sia idrofobi che idrolili.
Harold Ridley fu il primo a impiantare una lente intraoculare il 29 novembre 1949 all'ospedale St Thomas' Hospital a Londra.